# Grass Fight

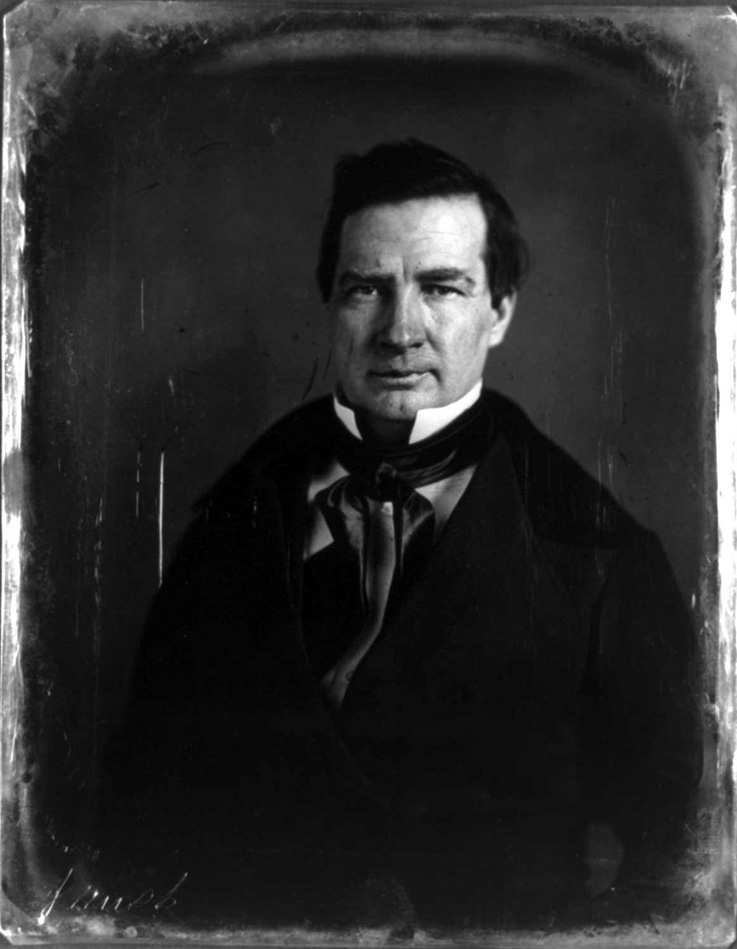
Le colonel Thomas Rusk de la république du Texas, participant du Grass Fight.

Le Grass Fight est une modeste bataille de la révolution texane, où se sont combattues l'armée mexicaine et l'armée texane. La bataille a eu lieu le 26 novembre 1835, au sud de San Antonio de Béxar au Texas mexicain, (de nos jours San Antonio, Texas, États-Unis). La Révolution texane avait officiellement commencé le 2 octobre, et à la fin du mois les Texians avaient initié le siège de Béxar, là où était stationnée la plus grande garnison mexicaine dans la province. S'ennuyant de l'inactivité, nombre de soldats texians retournèrent chez eux ; un plus petit nombre d'aventuriers venus des États-Unis arrivèrent pour les remplacer. Après que l'armée texiane rejeta l'ordre de lancer l'assaut sur Bexar le 22 novembre émanant du commandant en chef Stephen F. Austin, il quitta l'armée. Les soldats élurent Edward Burleson comme son remplaçant.
Le 26 novembre, le scout texian Deaf Smith rapporta qu'un convoi mexicain, accompagné par 50–100 soldats, se dirigeait vers Béxar. Le camp texian était convaincu que le convoi transportait de l'argent pour payer la garnison mexicaine et acheter des provisions. Burleson ordonna au colonel James Bowie de prendre une cinquantaine de cavaliers — auxquels s'ajoutèrent plus tard 100 soldats d'infanterie — et d'intercepter le convoi. Voyant la bataille poindre, le Général mexicain, Martín Perfecto de Cos (en), envoya des renforts de Béxar. Les Texians repoussèrent plusieurs attaques des soldats mexicains, qui finalement se retirèrent à Béxar. Quand les Texians examinèrent le convoi abandonné, ils découvrirent que, au lieu de l'argent, il contenait de l'herbe fraîchement coupée pour nourrir les chevaux de l'armée mexicaine. Quatre Texians furent blessés, et l'historien Alwyn Barr affirme que trois soldats Mexicains furent tués. Bien que Bowie et Burleson affirmaient d'abord que le nombre était bien plus haut.

## Contexte
Le 2 octobre 1835, les colons texans attaquèrent des forces mexicaines à la bataille de Gonzales, lançant officiellement la révolution texane. Après la bataille, les colons mécontents continuèrent de s'assembler à Gonzales, pressés de mettre fin au contrôle mexicain sur la zone. Le 11 octobre, les volontaires élurent Stephen F. Austin, qui avait installé les premiers colons anglophones au Texas, comme leur commandant en chef. Plusieurs jours plus tard, Austin menait son armée vers San Antonio de Béxar, où le Général Martín Perfecto de Cos, beau-frère du président mexicain Antonio López de Santa Anna, supervisait la garnison à l'Alamo. Fin octobre, les Texians commencèrent le siège de Béxar.

## Bataille
À 10h le 26 novembre, le scout texian Erastus « Deaf » Smith revint au camp et rapporta qu'un convoi de mules et de chevaux, accompagné par entre 50 et 100 chevaux mexicains, se situait à moins de 8 km de Béxar,. Pendant plusieurs jours, les Texians eurent vent d'un potentiel chargement d'argent et d'or à l'endroit de l'armée mexicaine afin de payer les troupes, et d'obtenir des ravitaillements supplémentaires. Les Texians se battaient jusqu'alors sans paie, et la plupart désiraient charger et collecter le trésor escompté. Burleson calma les troupes, puis ordonna au colonel James Bowie de prendre 35–40 cavaliers pour enquêter et d'attaquer uniquement si nécessaire. Après que Bowie recruta les 12 meilleurs tireurs d'élite de l'armée, il était évident qu'il prévoyait de trouver une raison pour attaquer. Burleson réussi à empêcher l'armée entière de suivre Bowie en envoyant le colonel William Jack avec 100 soldats d'infanterie comme soutien pour les hommes de Bowie,.
À environ 1,6 km de Béxar, Bowie et ses hommes repérèrent les soldats mexicains traversant un ravin — probablement près du confluent de l'Alazán, l'Apache, et du ruisseau de San Pedro. Les hommes de Bowie chargèrent, dispersant les mules. Les forces montées échangèrent brièvement des coups de feu, puis les deux camps mirent pied à terre et se mirent à couvert. Les forces mexicaines contre-attaquèrent mais furent repoussées. À Béxar, le général Cos vit la bataille commencer, et envoya 50 hommes d'infanterie et un canon afin de couvrir la cavalerie pour qu'elle puisse se retirer dans la ville. L'infanterie texiane entendit aussi les premiers coups de feu, et se précipita vers la bataille. Ils arrivèrent pendant une accalmie, et le manque de bruit les empêcha de déterminer où étaient les troupes mexicaines, et ils furent surpris de se retrouver entre la cavalerie et l'infanterie mexicaine. Le feu mexicain force les Texians à se coucher au sol. Le colonel Thomas Rusk (en) mena un groupe de 15 hommes dans une attaque sur la cavalerie mexicaine la plus proche. A la fuite de celle-ci, l'infanterie texiane put se ruer vers une couverture.
La cavalerie texiane rejoignit leur infanterie. Le père de Burleson, James Bulerson, mena un mouvement de cavalerie vers les positions mexicaines, criant : « Boys, we have but one to die, they are in the ditch. Charge them! ». L'artillerie mexicaine tira trois fois, empêchant tout progrès texian. La cavalerie mexicaine essaya trois fois d'obtenir un petit avantage pour donner à l'artillerie une meilleure position, mais fut repoussée. L'infanterie mexicaine attaqua ensuite. Rusk écrivit de l'attaque : « Ces hommes avancèrent avec grand calme et bravement sous un feu destructeur de nos hommes, préservant [...] un ordre strict et ne montrant aucune confusion ». L'infanterie abandonna son attaque quand ils réalisèrent que le Texian James Swisher menait une bande de cavalerie pour essayer de prendre le canon mexicain. Les forces mexicaines se retirèrent ensuite vers Béxar.

## Conséquences
Quatre Texians furent blessés dans les combats, et un déserta pendant la bataille,. Dans ses rapports, Burleson affirmait que 15 soldats mexicains avaient été tués, et 7 blessés, alors que Bowie affirmait plutôt 60 morts chez l'ennemi. Dans son livre Texans in Revolt: the Battle for San Antonio, 1835, l'historien Alwyn Barr déclara que seuls 3 Mexicains furent tués, et 14 blessés. La plupart des dommages venaient de la cavalerie. Burleson encensa tous ses officiers pour leur conduite; Bowie reçut la plupart des honneurs.
Les Texians capturèrent 40 chevaux et mules. À leur surprise, les sacs ne contenaient ni or ni argent, mais de l'herbe fraîchement coupée pour nourrir les chevaux mexicains enfermés à Béxar, cette récompense donna à la bataille son nom. Bien que l'attaque texiane, que l'historien J. R. Edmondson qualifia d'« affaire ridicule », ne fournit pas le butin espéré, elle réussit à unir l'armée texiane. Les jours précédents, l'armée était âprement divisée et opposée à un siège prolongé, ou à un assaut. Cependant, leur succès au Grass Fight, leur fit espérer que, bien qu'en sous nombre, ils puissent vaincre la garnison de Béxar. Les Texians pensaient Cos désespéré pour avoir envoyé des troupes hors de la sécurité de Béxar.
Plusieurs jours plus tard, le 1er décembre, une poignée d'Américains dans Béxar convainquirent Cos de les autoriser à sortir de la ville. Bien qu'ils aient promis de quitter le pays, les hommes, incluant Samuel Maverick (en), joignirent plutôt l'armée texiane et fournirent des informations sur les défenses mexicaines, et les craintes des villageois. Galvanisés par leur victoire au Grass FIght, les Texians lancèrent une attaque sur Béxar le 5 décembre; Cos capitula le 9 décembre. Les troupes mexicaines furent forcées de quitter la province, laissant aux colons texians les plein pouvoirs.